# Piotr Choynowski

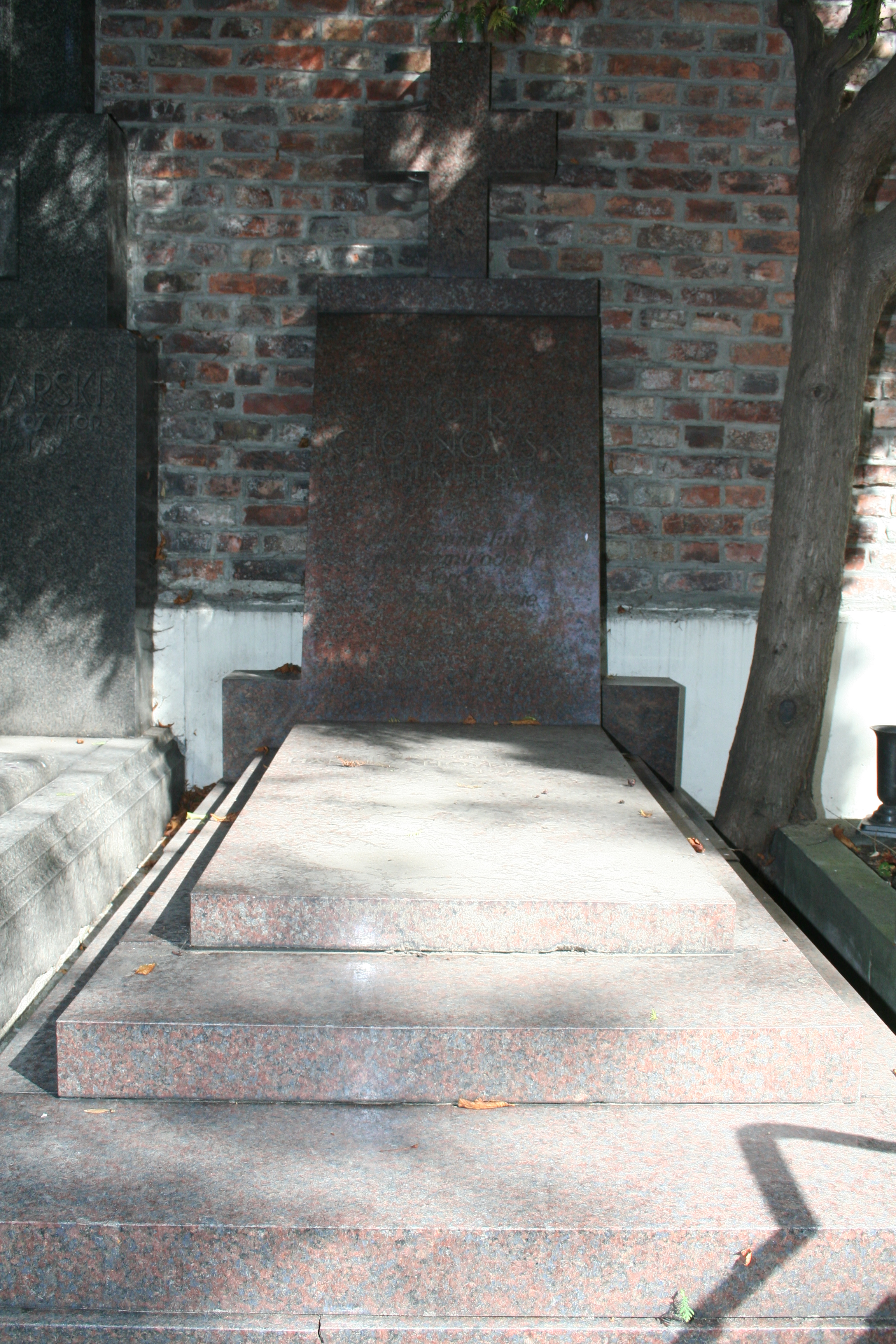
Grób Piotra Choynowskiego na warszawskim cmentarzu Powązkowskim

Piotr Choynowski (ur. 27 sierpnia 1885 w Warszawie, zm. 25 listopada 1935 w Otwocku) – polski prozaik i tłumacz.

## Życiorys
Rodzicami byli Piotr Choynowski (?–1885), adwokat przysięgły oraz Eugenia z domu Kozłowska h. Boleścic (1860-1926), wnuczka Fortunata Saryusz-Wolskiego.
Uczęszczał do szkół realnych w Uralsku, potem w Samarze, a od 1896 w Warszawie. Po ukończeniu szkoły średniej, wstępuje na wydział chemii Politechniki Warszawskiej, jako student bierze udział w akcji strajkowej. Przenosi się następnie na Politechnikę Lwowską. Rzuca studia politechniczne i w 1908 przenosi się na wydział historyczno-filozoficzny Uniwersytetu w Zurychu. Studia te kontynuuje następnie w latach 1910-1912 na Uniwersytecie Jagiellońskim.
W 1910 odznaczony zostaje na konkursie literackim „Tygodnika Ilustrowanego" za nowelę „Barowska". W 1913 wystawia w Teatrze Miejskim w Krakowie „Ruchome piaski". W 1914 wstąpił do I Brygady Legionów Polskich. Z powodu złego stanu zdrowia (choroba płuc) zmuszony był opuścić wojsko. Udaje się na kurację do Zakopanego, następnie zaś jedzie do Wiednia. W 1916 osiada na stałe w Warszawie. W latach 1920–1922 redaguje ,,Tygodnik Ilustrowany"Z „Tygodnikiem” współpracuje do 1930. W 1930 otrzymuje nagrodę Towarzystwa Literatów i Dziennikarzy Polskich. Od listopada 1933 jest członkiem Polskiej Akademii Literatury.
Był wybitnym nowelistą. W swych realistycznych utworach opisywał świat szlachecki. Nawiązywał do twórczości Henryka Sienkiewicza. Przetłumaczył m.in. Cierpienia młodego Wertera J.W. Goethego. Szereg jego książek przełożono na inne języki.
Po wojnie niemal całkowicie zapomniany. W 1953 wznowiono sztukę Ruchome piaski (wstęp napisał Wacław Kubacki), w 1988 powieść W młodych oczach, a w 1991 Młodość, miłość, awanturę.
Piotr Choynowski spoczywa na cmentarzu Powązkowskim w Warszawie (Aleja Zasłużonych -1-18).

## Życie prywatne
W 1916 Piotr Choynowski ożenił się z Hanną Józefą Gebethner (1892-1969), córką Jana Roberta Gebethnera(1860-1910), księgarza i wydawcy.
Mieli synów Jana i Piotra, uczestników Powstania Warszawskiego.
Siostrą Piotra Choynowskiego była Helena Domańska z d. Choynowska (1885–1944), a Mirosław Lemański (1892-1920) – student prawa Uniwersytetu Warszawskiego, porucznik W.P. i Jan Władysław Lemański (1897-1944), żołnierz Legionów Polskich, porucznik kawalerii W.P., uczestnik Powstania Warszawskiego, byli braćmi przyrodnimi

## Ordery i odznaczenia
- Złoty Krzyż Zasługi (9 listopada 1932)[11]

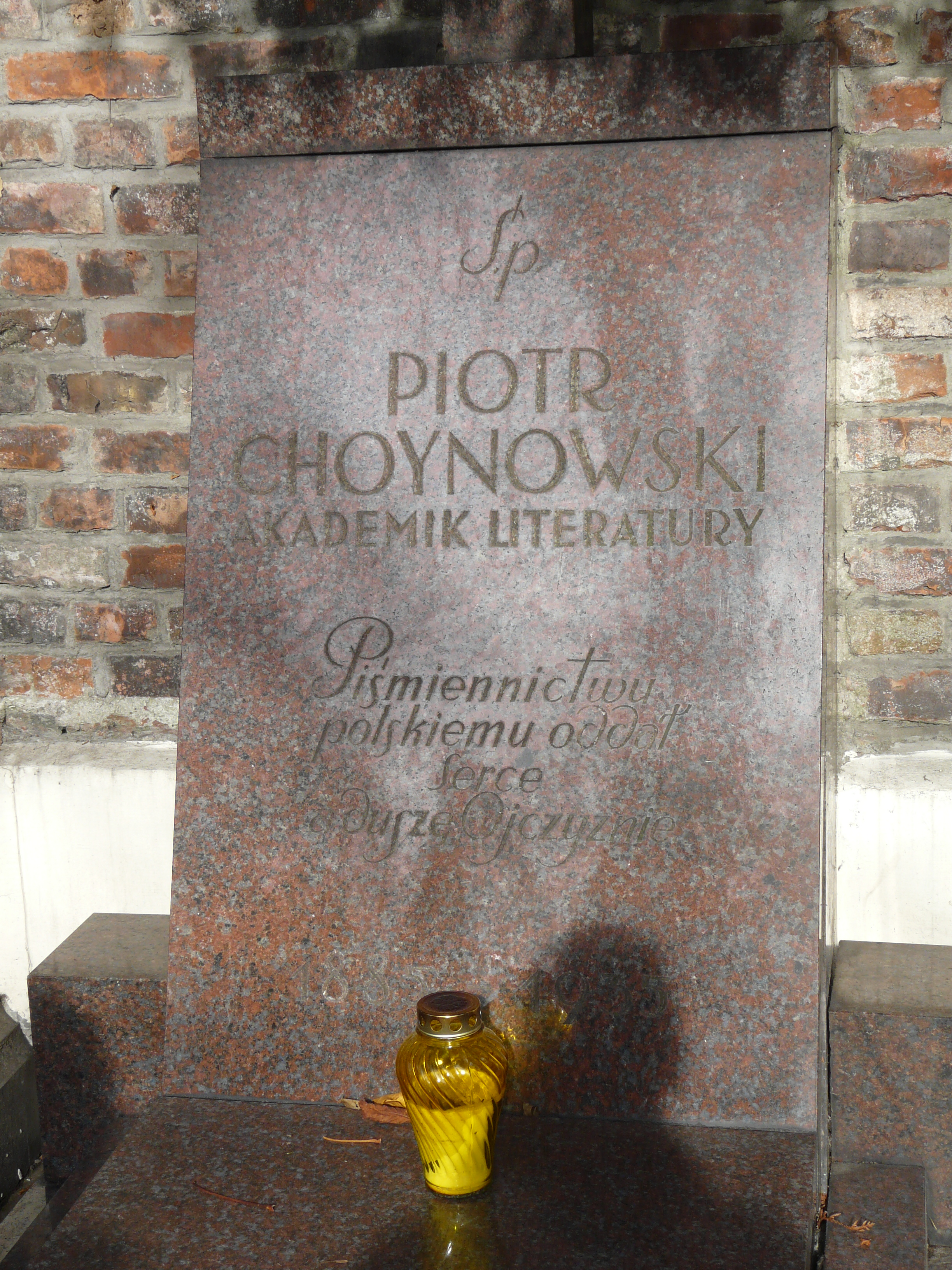
Epitafium na grobie Piotra Choynowskiego

## Twórczość (wybór)
- Ruchome piaski (1913) – sztuka
- Kuźnia (1919) – powieść
- Kij w mrowisku (1921) – nowele
- Dom w śródmieściu (1924) – powieść
- Młodość, miłość, awantura[12] (1926) – powieść
- O pięciu panach Sulerzyckich (1928) – nowele
- W młodych oczach (1933) – powieść
- Opowiadania szlacheckie – nowele
- Historia naiwna – nowele
- Pokusa[13] – nowele

## Literatura dodatkowa
- Kazimierz Czachowski: Choynowski Piotr. W: Polski Słownik Biograficzny. T. 3: Brożek Jan – Chwalczewski Franciszek. Kraków: Polska Akademia Umiejętności – Skład Główny w Księgarniach Gebethnera i Wolffa, 1937, s. 433–434. Reprint: Zakład Narodowy im. Ossolińskich, Kraków 1989, ISBN 83-04-03291-0.